# Megvilágosodás a buddhizmusban
A megvilágosodást a buddhizmusban a bódhi kifejezéssel jelölik ("felébredés"), amely Max Müller fordítása után került a Nyugati világba a 19. században. Ennek másodlagos jelentése a Nyugaton arra utal, hogy valaki hirtelen bepillantást nyer valamilyen transzcendentális igazságba.
Több buddhista fogalom is megvilágosodásként jelenik meg a magyar fordításokban: pradzsnyá, kensó, szatori, vidhjá, nirvána, vimutti (vagy móksa) és a Gautama Buddha által elért buddhaság.
Pontosan nem tudni miben állt Buddha megvilágosodása, bár a szuttákban pontosan elmagyarázta, hogy ő mit értett és tapasztalt meg. Talán abban, hogy megértette, hogy a tudatosság és a dhjána módszerek ötvözésén keresztül meg lehet szabadulni a keletkezéstől és a sóvárgástól. A buddhizmus és a buddhista gyakorlatok tanulmányozásának egyik legnagyobb nehézsége a dhjána és a belátás kapcsolata.
A nyugati világban a megvilágosodás (vagy felvilágosodás) romantikus értelmezéseket kapott. Az önmegvalósítás és az "igaz én" szinonimája, valamilyen esszencia, amelyet beborít a társadalom függvénye.

## Buddhaság

### Anuttará-szamjak-szambódhi
Úgy tartják, hogy Gautama Sziddhártha, a történelmi Buddha elérte a teljes felébredést. A szanszkrit szamjakszambódhi és a páli szammászambódhi jelentése "tökéletes buddhaság", az anuttará-szamjak-szambódhi jelentése "legmagasabb tökéletes felébredés".
A buddha fogalom valamelyest eltérő jelentéseket vett fel a különböző buddhista hagyományokban. A buddhával egyező kifejezés még a Tathágata, "aki így távozott". Az egyes buddhista hagyományok máshogy értelmezik a buddhaság eléréséhez vezető utat.

### Buddha felébredése
A théraváda hagyományba tartozó Szutta-pitaka szöveggyűjteményben szerepelnek szövegek, amelyben leírják Buddha megvilágosodását.
Az Arijaparijeszana-szutta elmeséli, hogy Buddha elégedetlen volt Alara Kalama és Uddaka Ramaputta tanításaival így tovább vándorolt Magadhan országban, majd rátalált egy kellemes helyre, ahol később végül elérte a nirvánát.
A Mahaszaccsaka-szutta leírja az aszkéta gyakorlatokat, amikkel felhagyott. Ezután visszaemlékezett egy spontán módon elért dhjána tudatállapotra gyermekkorából. Ezután dhjána gyakorlatokba kezdett. Miután végzett a zavaró tudati tényezőkkel és elmélyült tudatában, három tudásra tett szert (vidhjá):
1. belátás előző életeibe
2. belátás a karma és az újraszületés működésébe
3. belátás a négy nemes igazságba

A szutta szerint ezen a belátások által Buddha azonnal megvilágosodott, avagy "felébredt."

### A buddhaság fejlődése a buddhista hagyományokban
A théraváda buddhizmusban a teljes felébredés elérése a nirvána elérését jelenti. A nirvána elérése a legvégső cél a théraváda és egyéb srávaka hagyományokban. A szenvedéstől (dukkha) a tíz béklyó levetésével lehet megszabadulni. A teljes felébredésnek négy szintje van (szotápanna, a szakadágámi, a anágámi és az arhat).
A mahájána buddhizmusban, az ún. bódhiszattva ideál szerint, a legvégső cél nem a buddhaság elérése, hanem minden érző lény megszabadítása. A mahájána hagyomány kozmológiájában sok buddha és bódhiszattva szerepel, akik segítséget nyújtanak az érző lényeknek a megszabaduláshoz.

## Internetes források
1. ↑  Kusala Bhikshu (3/2008), Buddhist Enlightenment vs Nirvana'. [2015. február 9-i dátummal az eredetiből archiválva]. (Hozzáférés: 2015. február 8.)
2. ↑  "David Loy (2010), Enlightenment in Buddhism and Advaita Vedanta: Are Nirvana and Moksha the Same?